# Distretto di Strakonice
Il distretto di Strakonice (in ceco okres Strakonice) è un distretto della Repubblica Ceca nella regione della Boemia Meridionale. Il capoluogo di distretto è la città di Strakonice.

## Geografia antropica
Il distretto conta 112 comuni:

### Città
- Bavorov
- Blatná
- Sedlice
- Strakonice
- Vodňany
- Volyně

### Comuni mercato
- Čestice
- Katovice
- Radomyšl
- Štěkeň

### Comuni
- Bělčice
- Bezdědovice
- Bílsko
- Bratronice
- Březí
- Budyně
- Buzice
- Cehnice
- Chelčice
- Chlum
- Chobot
- Chrášťovice
- Čečelovice
- Čejetice
- Čepřovice
- Číčenice
- Doubravice
- Drachkov
- Drahonice
- Drážov
- Droužetice
- Dřešín
- Hajany
- Hájek
- Hlupín
- Horní Poříčí
- Hornosín
- Hoslovice
- Hoštice
- Jinín
- Kadov
- Kalenice
- Kladruby
- Kocelovice
- Krajníčko
- Kraselov
- Krašlovice
- Krejnice
- Krty-Hradec
- Kuřimany
- Kváskovice
- Lažánky
- Lažany
- Libějovice
- Libětice
- Litochovice
- Lnáře
- Lom
- Mačkov
- Malenice
- Mečichov
- Měkynec
- Milejovice
- Miloňovice
- Mnichov
- Mutěnice
- Myštice
- Nebřehovice
- Němčice
- Němětice
- Nihošovice
- Nišovice
- Nová Ves
- Novosedly
- Osek
- Paračov
- Pivkovice
- Pohorovice
- Pracejovice
- Přechovice
- Předmíř
- Přední Zborovice
- Předslavice
- Přešťovice
- Radějovice
- Radošovice
- Rovná
- Řepice
- Skály
- Skočice
- Slaník
- Sousedovice
- Stožice
- Strašice
- Strunkovice nad Volyňkou
- Střelské Hoštice
- Škvořetice
- Štěchovice
- Tchořovice
- Truskovice
- Třebohostice
- Třešovice
- Úlehle
- Únice
- Uzenice
- Uzeničky
- Vacovice
- Velká Turná
- Volenice
- Záboří
- Zahorčice
- Zvotoky